# Terremoto de Mindanao de diciembre de 2023
El terremoto de Mindanao de diciembre de 2023 fue un terremoto que ocurrió el 2 de diciembre de 2023, a las 22:37 hora estándar de Filipinas (14:37 UTC), con una magnitud de 7,6 frente a la isla de Mindanao en Filipinas. El terremoto de subducción poco profundo mató al menos a 3 personas y dejó 79 heridos.

## Información tectónica
La Fosa de Filipinas que corre al este de las islas Filipinas representa una importante zona de subducción donde la Placa del Mar de Filipinas se subduce hacia el oeste. En su parte sur, corre de norte a sur desde la costa este de Mindanao hasta la parte norte de la isla Halmahera. La tasa de convergencia a lo largo de la trinchera varía de 3,2 a 5,4 cm (1,3 a 2,1 pulgadas) por año. Los grandes terremotos que se produjeron a lo largo de la Fosa de Filipinas tienen registros limitados, aunque se registraron dos grandes terremotos en 1897 (Ms 7,3) y 1924 (Ms 8,2) con pocas características sismológicas conocidas.
Algunos grandes terremotos dentro de la losa se han asociado con la zanja, incluido el terremoto de falla normal de Mw 7,6 de 1975 y un terremoto de falla inversa de Mw 7,6 en 2012. El segmento involucrado en el terremoto del 2 de diciembre de 2023 estuvo asociado con un terremoto de magnitud 7,5 en 1921 que produjo un tsunami.

## Terremoto
El Servicio Geológico de Estados Unidos informó que el terremoto tuvo una magnitud de 7,6 y una intensidad máxima de Mercalli Modificado de VII (Muy fuerte). El Instituto Filipino de Vulcanología y Sismología (PHIVOLCS) dijo que tenía una magnitud de 7,4 y que midió VII (Destructivo) en la escala de intensidad del terremoto de PHIVOLCS en Tandag.
El terremoto se produjo como resultado de una falla de empuje oblicuo poco profunda probablemente a lo largo de la interfaz de subducción de la Fosa de Filipinas. En este lugar, la Placa del Mar de Filipinas se mueve hacia el oeste-noroeste a un ritmo de aproximadamente 103 mm (4,1 pulgadas) por año con respecto a la Placa de la Sonda. Un modelo de falla finita sugiere que la ruptura ocurrió alrededor de un área elíptica que mide 80 km × 80 km (50 mi × 50 mi). El deslizamiento máximo se concentró alrededor del epicentro, aunque ligeramente hacia arriba, que se estimó en hasta 1,8 m (5 pies 11 pulgadas).
PHIVOLCS registró más de 1.583 réplicas, y dentro de los cuatro días posteriores al terremoto, el USGS registró 192 réplicas por encima de Mw4,5; la secuencia de réplicas ocurrió al sureste del sismo principal. La réplica más grande, que midió 6,9, se produjo el 4 de diciembre y se produjo al norte de la secuencia de réplicas cerca de Cagwait. Sin embargo, PHIVOLCS dijo que se trataba de un terremoto aparte.
El terremoto del 2 de diciembre fue descrito como el primer gran terremoto en la zona desde un terremoto doble de 7,1 y 7,5 que también produjo un tsunami en 1992.

## Tsunami
La agencia PHIVOLCS emitió advertencias de tsunami para las provincias de Surigao del Sur y Dávao Oriental, mientras que NHK dijo que olas de tsunami de hasta 1 m (3,3 pies) podrían golpear la costa sur de Japón. El Centro de Alerta de Tsunamis del Pacífico también dijo que esperaban olas de tsunami de hasta 1 a 3 m (3,3 a 9,8 pies) en Filipinas, 0,3 a 1 m (0,98 a 3,28 pies) en Palaos y menos de 0,3 m ( 0,98 pies) en Samoa Americana, China, Corea del Sur, la mayoría de Polinesia, Melanesia y Micronesia, Hawái, Indonesia, Japón, Taiwán y Malasia. La amenaza de tsunami provocó la evacuación de miles de residentes de Ishigaki, la isla Miyako y Futtsu en Japón.
En Filipinas, se observó un tsunami de 64 cm (2,10 pies) de altura en la isla Mawes. En la ciudad de Dávao, el tsunami alcanzó los 8 cm (3,1 pulgadas) y en Lawigan, Bislig, alcanzó los 18 cm (7,1 pulgadas). También se registró un tsunami de 2 cm (0,79 pulgadas) en Legazpi.
En Japón, el tsunami alcanzó una altura de 40 cm (1,3 pies) en Hachijō-jima y 20 cm (0,66 pies) en Kushimoto en la prefectura de Wakayama y Tosashimizu en la prefectura de Kōchi. También alcanzó 1 cm (0,39 pulgadas) de altura en la isla Malakal, Palaos.

## Daños y consecuencias
Se registraron tres muertes: una en Tagum, otra en Barobo y otra en Bislig. Las muertes se atribuyeron al derrumbe de muros de hormigón. Sesenta y siete personas resultaron heridas, doce de ellas sólo en la región de Dávao, y otras nueve seguían desaparecidas. Además, 3.583 casas sufrieron daños parciales y 304 fueron destruidas, con un costo de 44 millones de dólares (810 000 dólares estadounidenses). Se estimó que los daños totales ascendieron a 133 millones de dólares (2,4 millones de dólares estadounidenses). Al menos 399 765 personas de 100 174 familias resultaron afectadas, incluidos 100 533 residentes que quedaron sin hogar, mientras que el gobernador de Surigao del Sur, Alexander Pimentel, ordenó la suspensión de clases en las zonas afectadas hasta el 6 de diciembre.
En Hinatuan, la ciudad más cercana al epicentro, 142 casas se derrumbaron, otras 852 resultaron dañadas y se produjeron cortes de energía. El alcalde de la ciudad dijo que 11.000 familias, equivalente a 41.000 personas, se vieron afectadas y la contaminación por barro obligó a algunos residentes a hervir agua. Una torre de monitoreo de radar meteorológico Doppler en la ciudad utilizada para monitorear el clima por la Administración de Servicios Atmosféricos, Geofísicos y Astronómicos de Filipinas fue evaluada como “estructuralmente insegura” después de sufrir grandes grietas y fue sellada aún más debido a su vulnerabilidad a la licuefacción. El Río Encantado, la principal atracción turística de la ciudad, fue cerrado luego de un deslizamiento de tierra cerca del área, lo que resultó en pérdidas de al menos P200.000 en ingresos. El gobierno municipal también informó que los daños a viviendas e infraestructura se estimaron en 98 millones de dólares. Posteriormente, la ciudad quedó sumida en un estado de calamidad.
Se produjeron daños menores en los aeropuertos de Butuan, Surigao, Sayak, Tandag y Bislig. Al menos 29 casas resultaron dañadas en Agusan del Sur, donde se cortó el suministro eléctrico en toda la provincia. En Bayugan, dos edificios resultaron dañados, incluido el derrumbe de un muro en una tienda. Varias casas y puentes, así como una mezquita, resultaron dañados, se produjeron cortes de energía y la gente se desmayó debido al terremoto en la ciudad de Dávao. Los pacientes fueron evacuados de un hospital en Butuan y se produjo un incendio en otro hospital debido a un cortocircuito. Al menos 61 casas quedaron destruidas y otras 1.145 resultaron dañadas en Bislig. La licuefacción destruyó cinco casas en Gingoog, Misamis Oriental.